# Bursaspor TV
Bursaspor TV è un'emittente televisiva turca a copertura nazionale dedicata al Bursaspor Kulübü Derneği.
La TV è stata lanciata nel 2009 ed è diretta da Koray Kundakilar.
Bursaspor Tv è visibile in tutto il paese in analogico e con il satellite grazie al provider turco Digiturk.

## Staff

### Conduttori e corrispondenti
- Koray Kundakçılar
- Vedat Aslan
- Meltem Günaydın
- Saner Özgünay
- Ece Değirmenci
- Tolgahan Aydınlılar
- Erhan Tamiş

### Telecronisti
- Türker Kırpar
- Şenol Ulusavaş

### Cameramen
- Metin Araç
- Cengiz Ekinci
- Ali Koca
- Fikret Başlı

## Principali programmi
- Spor Merkezi
- Taraftarın Sesi
- Santra
- Haftaya Bakış
- Vizyondakiler
- Nereden Nereye
- O Maç
- Serbest Atış
- Gündem Dışı
- Haftanın Maçı
- Maç Günü
- Maçın Öyküsü
- Dünden Bugüne
- Vakıfköy Gündemi
- Çizgi Film Kuşağı
- Sağlıklı Günler
- Özlüce Günlüğü